# 金发石杉
金发石杉（学名：Huperzia quasipolytrichoides）为石杉科石杉属下的一个种。

## 扩展阅读
- 維基物種上的相關：金发石杉